# Der große Euro-Schwindel. Wenn jeder jeden täuscht
Der große Euro-Schwindel. Wenn jeder jeden täuscht ist ein Dokumentarfilm aus dem Jahr 2012. Der Journalist Michael Wech dokumentiert Fehler, die zur heutigen Eurokrise führten. Im Zentrum des Beitrages stehen Tricksereien und Täuschungen in der Politik vor der Einführung des Euros. Im Januar 2012 wurde der Film auf ARTE erstausgestrahlt und lief am 2. Juli 2012 im Ersten in der Reihe Die Story im Ersten. Der Vorgängerfilm „Der Domino-Effekt – Kippt der Euro?“, an den dieser Dokumentarfilm anknüpft, erhielt den Videopreis des deutsch-französischen Journalistenpreises 2012.

## Rezeption
- „In 45 Minuten werden noch einmal die Fehler auseinandergenommen, die Europa in seine bisher schwerste Krise gestürzt haben.“[3]
- „Der Dokumentarfilm »Der große Euro-Schwindel – Wenn jeder jeden täuscht« zeichnet die Mittel und Wege nach, die gewisse Länder nahmen, um als Euro-Land aufgenommen zu werden.“[4]
- „Der Hamburger TV-Journalist Michael Wech wollte die Entstehungsgeschichte des Euro dokumentieren - und stieß bei seinen umfangreichen Recherchen auf Tricksereien, Missverständnisse und Kompromisse, auf Ausnahmeregelungen und Absprachen in sogenannten Eckengesprächen.“[2]
- Die FAZ titelt zur Dokumentation „Der große Euro-Schwindel“: »Frisieren mit Goldman Sachs«[5]